# Sixmile Lake (Newhalen River)
Der Sixmile Lake ist ein See im Südwesten des US-Bundesstaates Alaska.
Der Sixmile Lake befindet sich westlich der nördlichen Aleutenkette auf einer Höhe von 77 m. Der 12 km² große und 9 km lange See wird über einen 900 m langen Abfluss vom nördlich gelegenen Lake Clark gespeist. Ein weiterer Zufluss bildet der Tazimina River. Das maximal 2,4 km breite Gewässer wird am Südende vom Newhalen River nach Süden zum Iliamna Lake entwässert. Am Westufer befindet sich die Ortschaft Nondalton. Das Ostufer gehört zum Lake Clark National Preserve. Der See wird im Sommer von zahlreichen Lachsen auf dem Weg zu ihren Laichplätzen durchschwommen.